# UCI Oceania Tour 2023
L'UCI Oceania Tour 2023 és la dinovena edició de l'UCI Oceania Tour, un dels cinc circuits continentals de ciclisme de la Unió Ciclista Internacional. Està composta per tan sols 2 competicions, organitzades entre l'11 i el 21 de gener de 2023 a Nova Zelanda.

## Equips
Els equips poden participar en les diferents curses depenent de la categoria de la prova. Per exemple, els UCI WorldTeams només poden participar en curses .1 i el seu nombre per cursa és limitat.
| Catégorie | Catégorie              | Équipes                                                                           |
| --------- | ---------------------- | --------------------------------------------------------------------------------- |
| .1        | 1.1 (Cursa d'un dia)   | * UCI WorldTeam (màx. 50 %) * UCI ProTeam * Equip continental * Selecció nacional |
| .1        | 2.1 (Cursa per etapes) | * UCI WorldTeam (màx. 50 %) * UCI ProTeam * Equip continental * Selecció nacional |
| .2        | 1.2 (Cursa d'un dia)   | * UCI ProTeam * Equip continental * Selecció nacional * Equip regional i de club  |
| .2        | 2.2 (Cursa per etapes) | * UCI ProTeam * Equip continental * Selecció nacional * Equip regional i de club  |

## Calendari de les proves

### Gener
| Data  | Cursa                     | País         | Cat. | Vencedor   | Equip                       | Ref.  |
| ----- | ------------------------- | ------------ | ---- | ---------- | --------------------------- | ----- |
| 11-15 | New Zealand Cycle Classic | Nova Zelanda | 2.2  | James Oram | Bolton Equities Black Spoke | [ 2 ] |
| 21    | Gravel and Tar Classic    | Nova Zelanda | 1.2  | Ben Oliver | MitoQ-NZ Cycling Project    | [ 3 ] |